# Pont du Navire
Le pont du Navire ou pont du Moûtier, est un pont traversant la Durolle dans le quartier du Moûtier à Thiers en Auvergne. Construit au XVIe ou au XVIIe siècles, c'est l'un des plus vieux ponts de la ville avec le pont Vielh, le pont Saint-Jean et le pont de Seychalles.

## Situation et accès

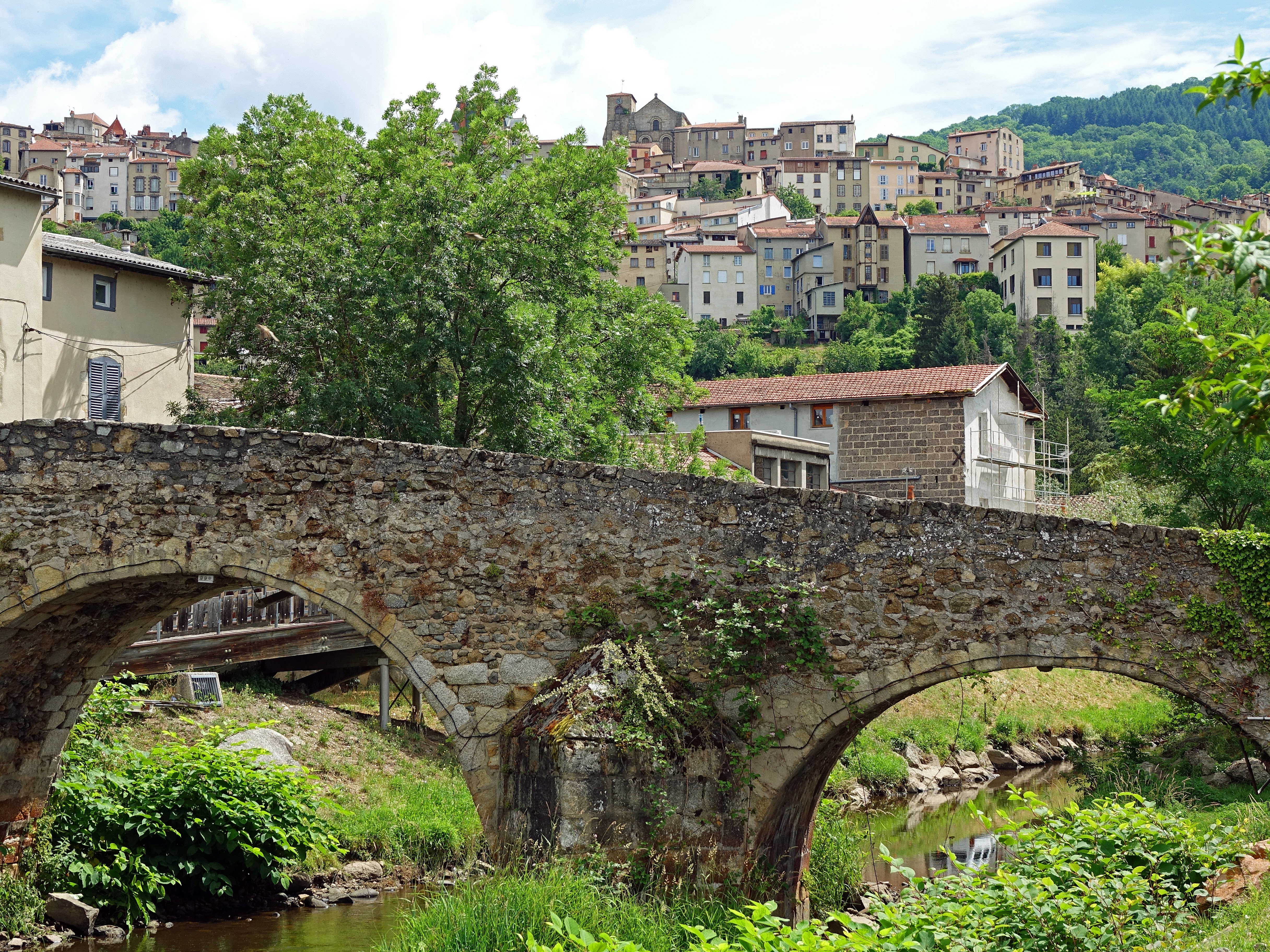
Le pont du Navire et le vieux Thiers en arrière-plan

Le pont rejoint le bas de l'avenue Béranger et de la rue Rouget-de-l'Isle à l'autre rive de la Durolle au niveau de la rue de Clermont. La circulation s'y fait à sens unique. Jusqu'à la fin des années 1970, le pont supportait les véhicules en double sens, mais avec des feux de circulation à chaque entrée de celui-ci pour réguler la circulation. Une passerelle en fer et en bois accompagne la traversée de la Durolle à cet endroit afin que les piétons n'utilisent pas le pont.
Le pont du Navire est un monument célèbre et apprécié des thiernois, il est l’un des symboles de la ville de Thiers. Il offre un beau panorama sur la ville haute médiévale qui le surplombe à l’est et il est inscrit aux Monuments Historiques depuis 1926.

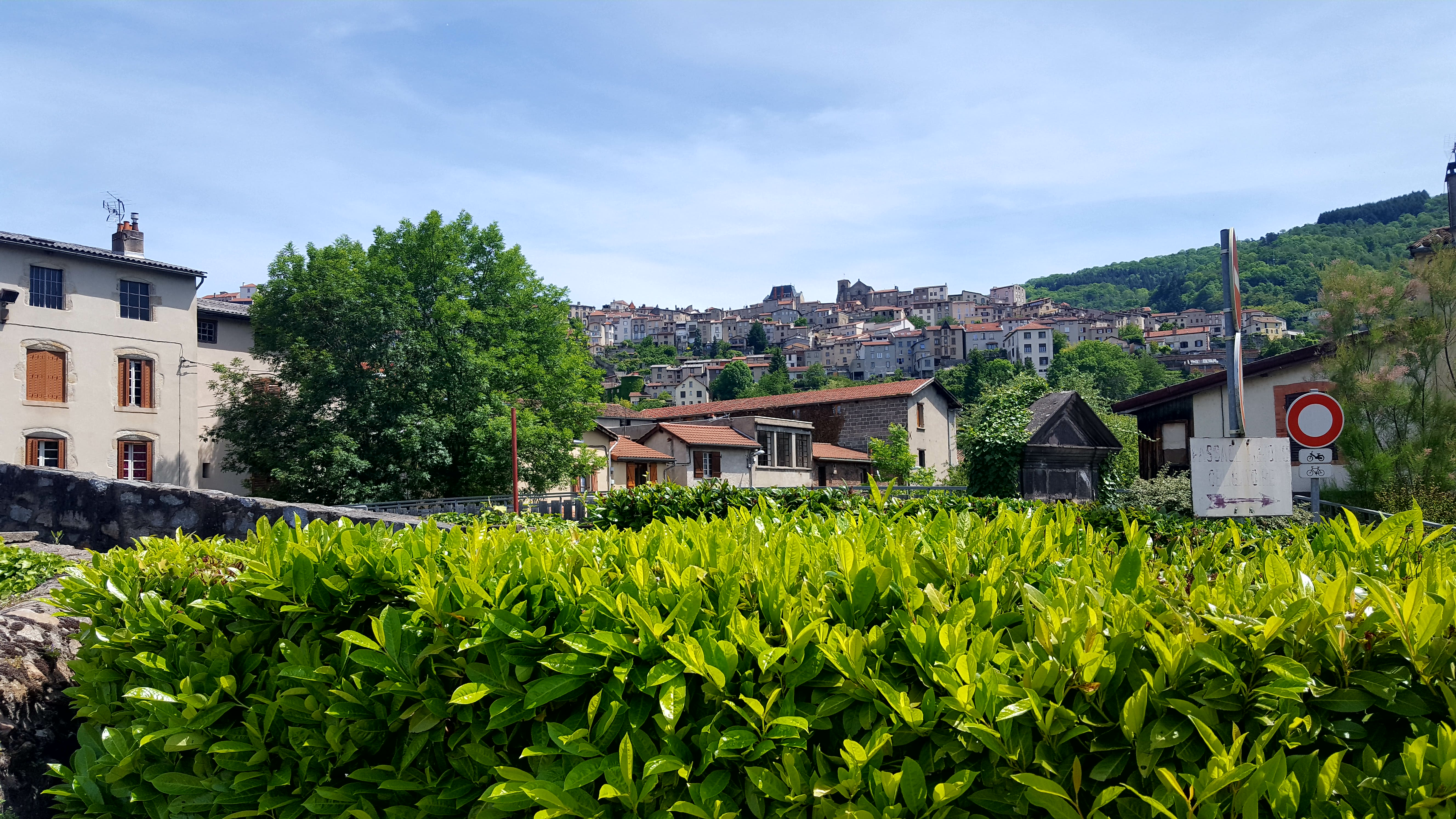
La ville-haute de Thiers vue depuis le pont en 2017.

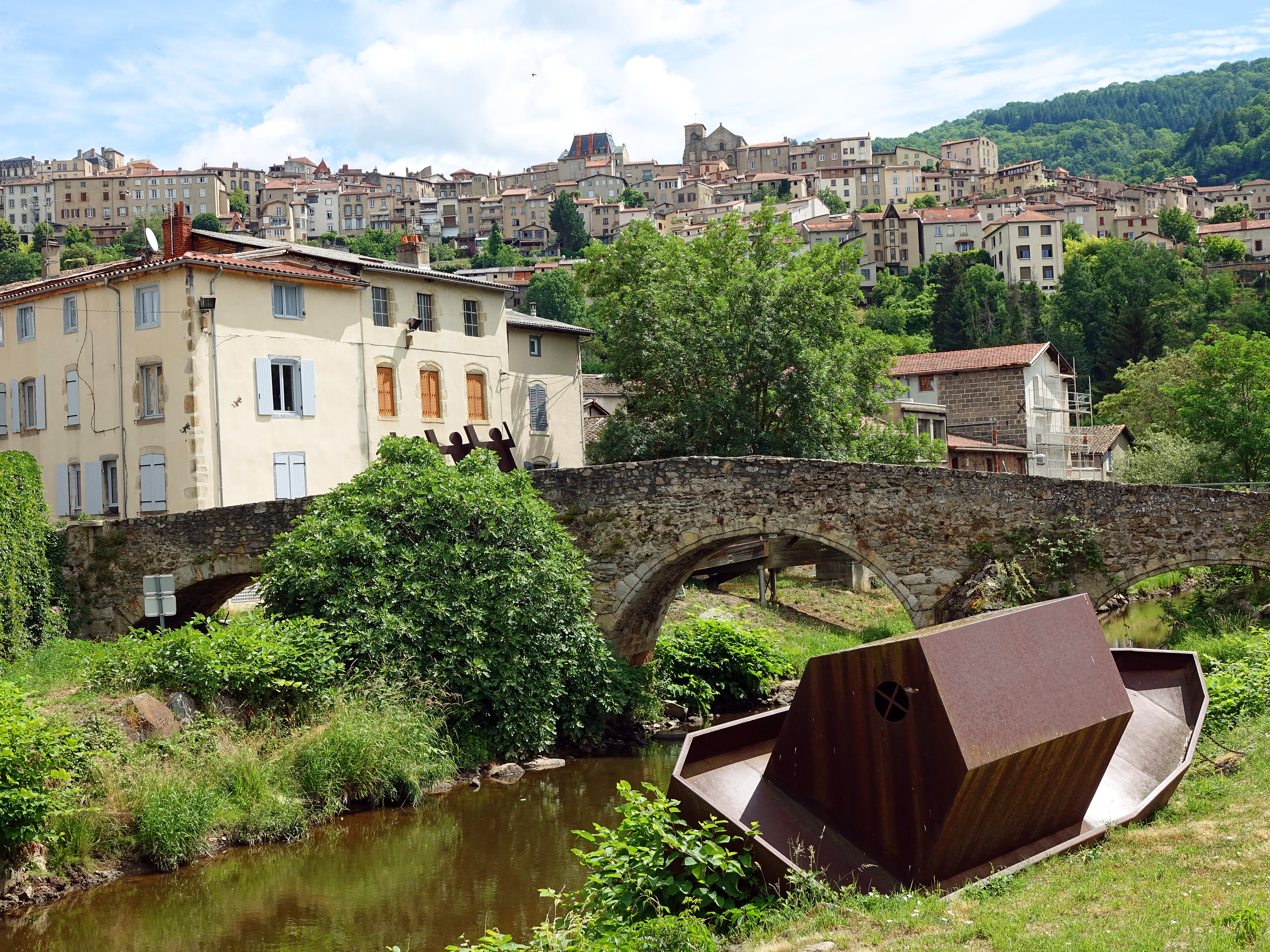
Panorama du pont du Navire et de la sculpture du symposium en premier plan

## Dénomination du pont

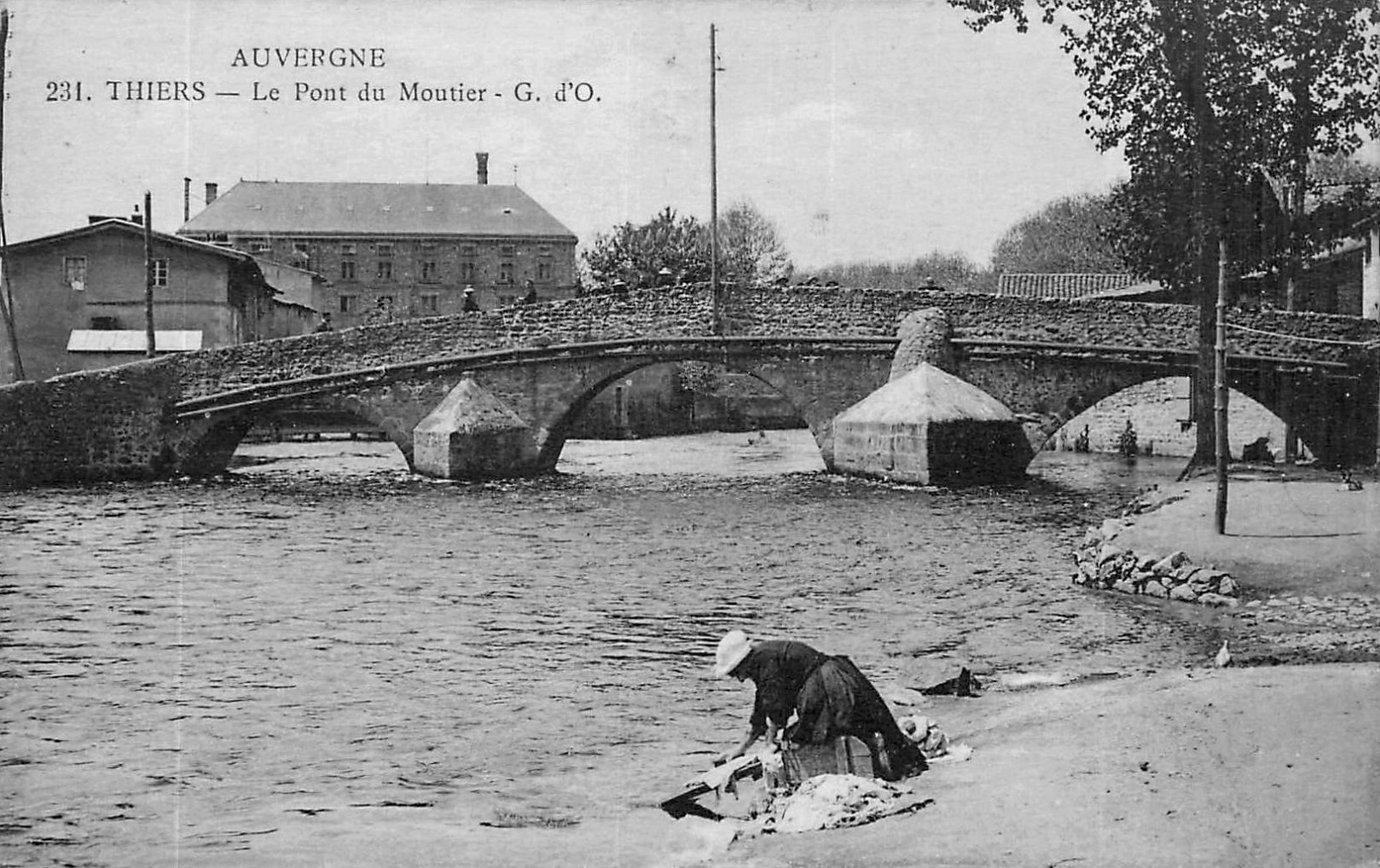
Vue amont du pont du Moutier vers le début du XXe siècle

Le pont, nommé de base « pont du Moûtier » se fait aussi appeler « pont du Navire » dès la première moitié du XXe siècle. C'est lors du Symposium International de Sculptures Monumentales Métalliques en 1985 que fut construit le navire métallique qui borde le pont en aval. On retrouve également cet ouvrage d’art dans les documents anciens sous la dénomination de « pont Oschon » que l’on peut traduire de l’Auvergnat par « pont au chou ». Avant l’urbanisation massive du quartier du Moûtier dès le début XXe siècle, le pont menait sur les champs de culture présents dans ce secteur du début de la plaine de la Limagne, zone qui s’appelait autrefois « pré au chou ». On le retrouve également parfois sous le nom de « pont de Gironde » dans les textes anciens. Il est néanmoins nommé « pont du Moûtier » sur le cadastre napoléonien de 1836.

## Histoire

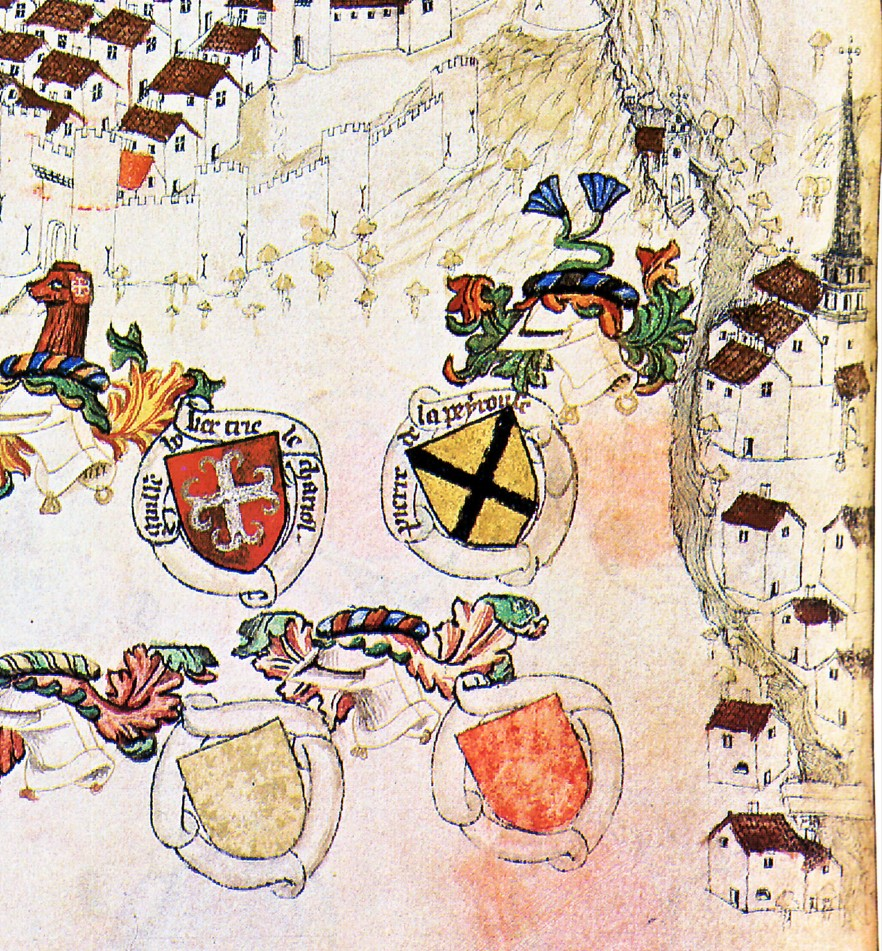
Extrait de l'armorial de Revel - planche de Thiers - quartier du Moutier

La date de construction exacte du pont n’est pas connue. Il a souvent été décrit comme un pont médiéval, voire antique, mais le dessin de Thiers présent dans l’Armorial de Revel du milieu du XVe siècle vient infirmer ceci. En effet, sur le dessin, le quartier du Moûtier est représenté dans la partie droite et le pont du Moûtier est dessiné avec deux planches sommaires au-dessus de la Durolle. Le pont actuel en pierre n’était donc pas encore construit à la fin du Moyen-Age. Sur un plan architectural datant de 1730, on retrouve le pont du Moûtier désigné comme ceci : « Plan et Elévation du pont anciennement bâti sur la rivière Durolle dans le fauxbourg du Moûtier de Thiers ». Il était donc considéré comme ancien au début du XVIIIe siècle. C’est pourquoi on peut estimer raisonnablement sa construction entre le début du XVIe siècle et la première moitié du XVIIe siècle.

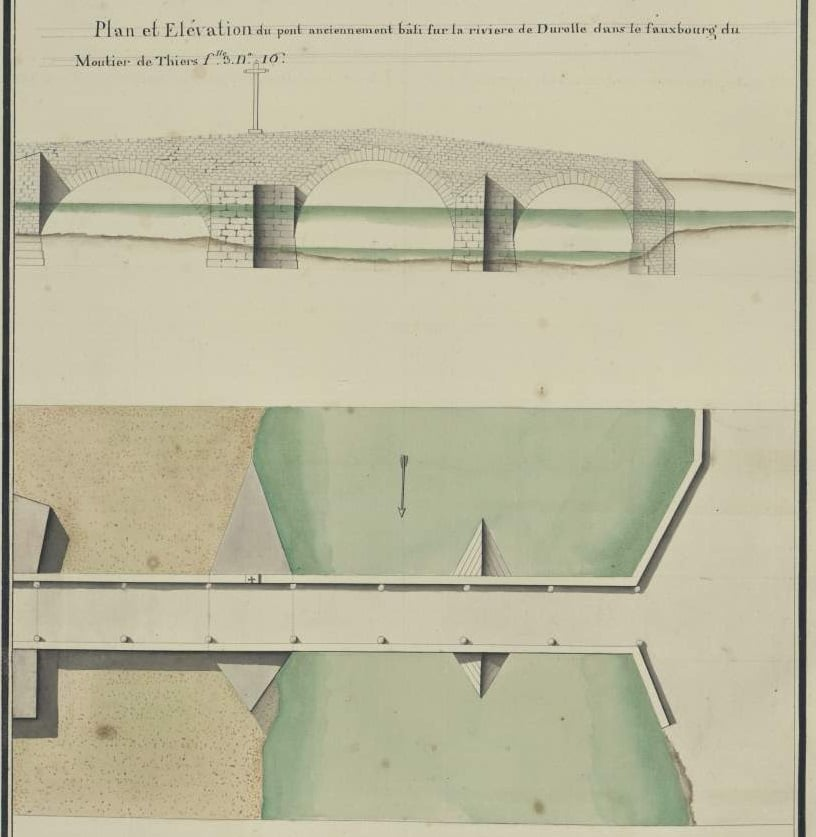
Plan architectural du pont du Moutier de 1730

On a souvent dit que le pont du Moûtier était le départ de la navigation de la Durolle vers la Dore. C’est d’ailleurs pour cette raison qu’on le nomme « pont du Navire » tout comme la « place du Navire » accolée sur sa rive gauche. L’existence d’une voie fluviale ancienne au départ du pont est incertaine mais des traces écrites d’une tentative d’une telle activité ont été retrouvées dans des documents du XVIIe siècle. En effet, la rivière Dore coulant à l’ouest de Thiers étant navigable depuis au moins l’antiquité et ce durant les hautes eaux, quelques entrepreneurs thiernois ont tenté de rendre navigable cette partie de la basse-Durolle dans les années 1615-1678. En 1628, une étude est menée par le conseil de ville sur la navigabilité de la Durolle entre le pont du Moûtier et l’embouchure de la Dore à Peschadoires. En 1666, des fonds sont débloqués par l’intendant pour nettoyer et poser un câble de halage sur la Durolle. Le projet de rendre navigable la basse Durolle n’a cependant jamais dépassé le stade de projet en raison de la non rentabilité de l’affaire et de la complexité de l’entretien des zones de halage et du lit de la Durolle. Une dernière tentative est réalisée en 1678 en faisant inspecter la rivière par les instances pour à nouveau évaluer la navigabilité de la basse-Durolle, en vain.

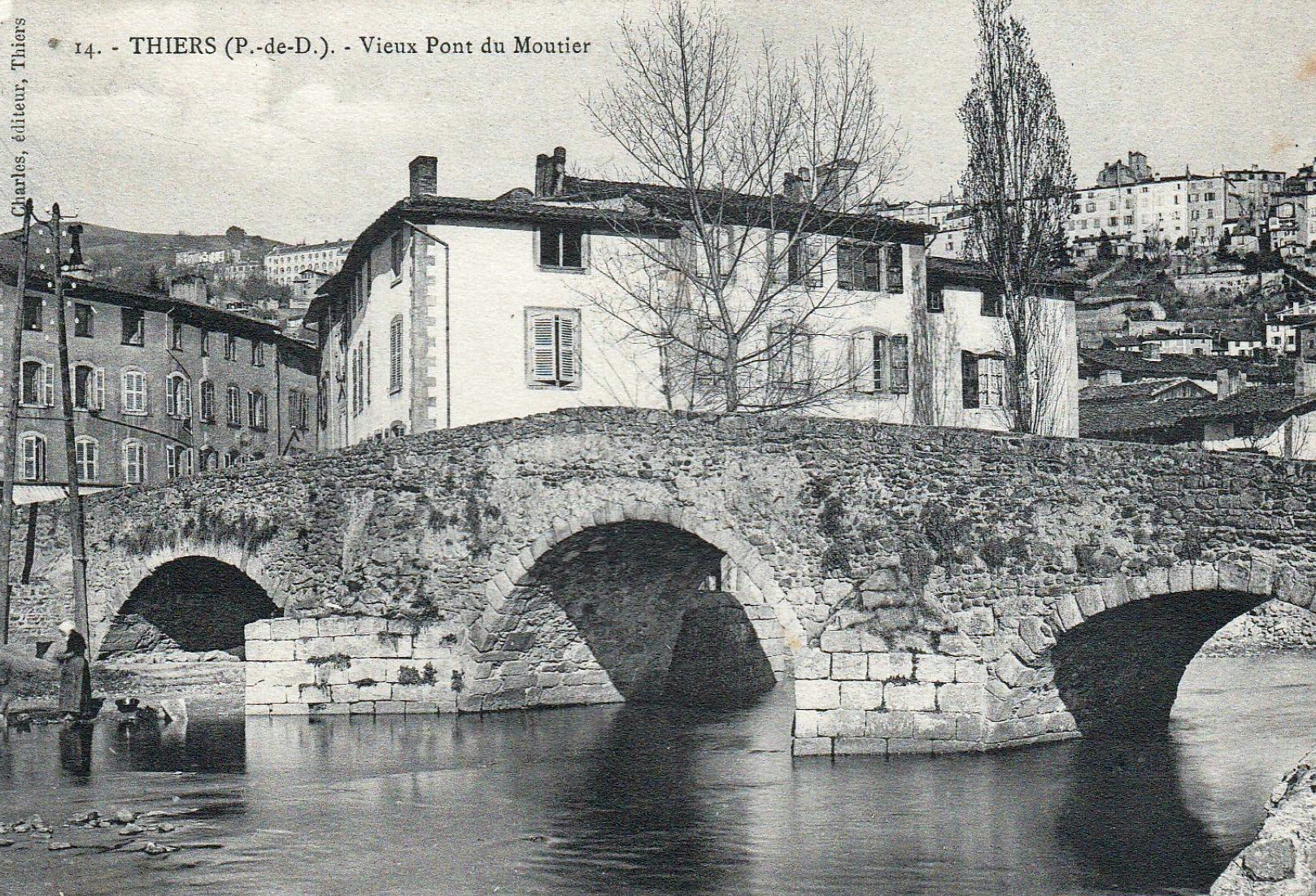
Vue du pont du Moutier vers le début du XXe siècle

La zone du pont était autrefois appelée en patois ou Auvergnat « viro barco » traduisible en « demi-tour des barques ». L’historien thiernois Alexandre Bigay a défendu la thèse d’un port en aval du pont du Navire notamment à travers deux textes retrouvés de 1640 et 1669 mentionnant la présence du « port de Thiers » à un quart de lieue de la ville haute, soit ce secteur du Moutier alors que d’autres érudits affirmaient que ces textes désignaient plutôt le port sur la Dore. Pour l’exportation de ses produits (coutellerie, tannerie, papeterie…), la ville de Thiers a principalement utilisé les ports de la Dore à Peschadoires et surtout à Puy-Guillaume.
Néanmoins il est possible, sans en avoir la preuve, que d’autres tentatives d’utiliser la rivière pour le flottage du bois, du minerai, des produits manufacturés ou des denrées jusqu’à la Dore, aient existé à des périodes antérieures (Moyen-Age, Antiquité…). Certains historiens ont interprété le navire trois mats de l’ancien blason de Thiers comme une preuve de cette activité ancienne de flottage et de halage.

## Architecture

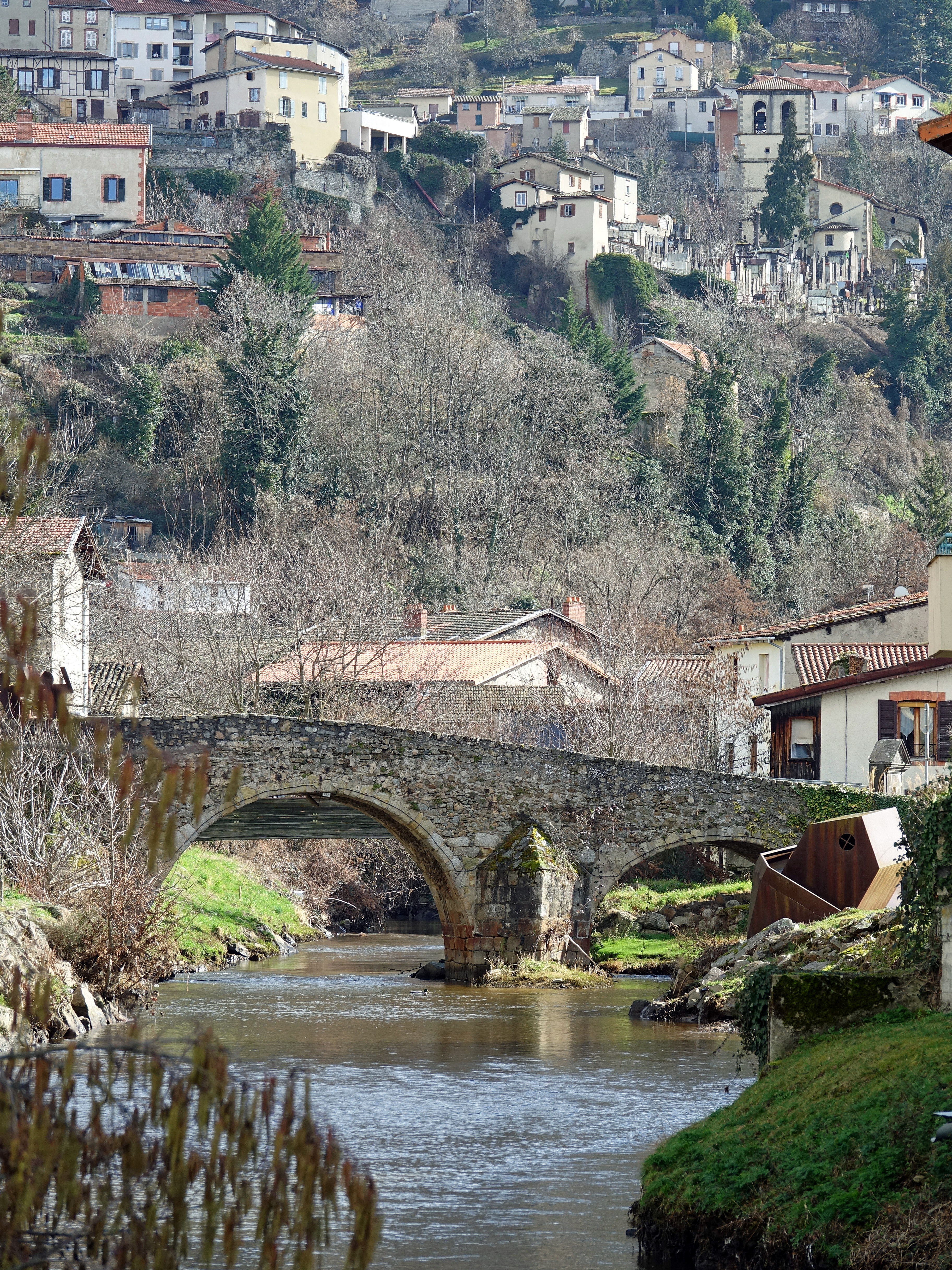
Le pont du Navire et le quartier Saint-Jean en arrière plan

Le pont du Navire possède une allure trapue et massive indiquant la volonté de ses concepteurs d’en faire un pont solide bâti pour durer et lutter efficacement contre les caprices de la Durolle. Dès sa construction, la largeur de son tablier permettait le passage des attelages lourds et aujourd’hui des véhicules routiers légers (jusqu’à 3,5 tonnes). L’ouvrage d’art est un pont vouté constitué de 3 arches « plein cintre » dissymétriques reposant sur deux piles avec avant-bec et arrière-bec massifs pour lutter efficacement face aux crues parfois intenses de la Durolle. La pile la plus petite est positionnée au milieu du lit de la rivière. La pile la plus conséquente est quant à elle positionnée à moitié sur la partie sèche qui ne reçoit de l’eau que lors des fortes crues (rive droite). Le plan architectural de 1730 montre également le même fonctionnement pour l’écoulement de la Durolle indiquant que la rivière passait uniquement, comme aujourd’hui, sous deux des trois arches dans les régimes d’écoulement normaux de la rivière.

Les modules de construction en contact avec l’eau et le courant (bas des piles et becs) ainsi que les voutes des trois arches sont en pierres taillées (appareil régulier). Ceux-ci, de dimension moyenne, sont en granite bleu-gris et en arkose jaunâtre. Le reste des murs maçonnés est moins soigné en montant en élévation jusqu’aux parapets (appareil irrégulier et tout-venant) et trahit vraisemblablement les divers travaux de réparation plus ou moins appliqués qu’a subi le pont depuis sa construction comme en 1753 et en 1785. Les culées rive gauche et rive droite sont aujourd’hui intégrées et invisibles dans l’urbanisation du quartier du Moûtier.

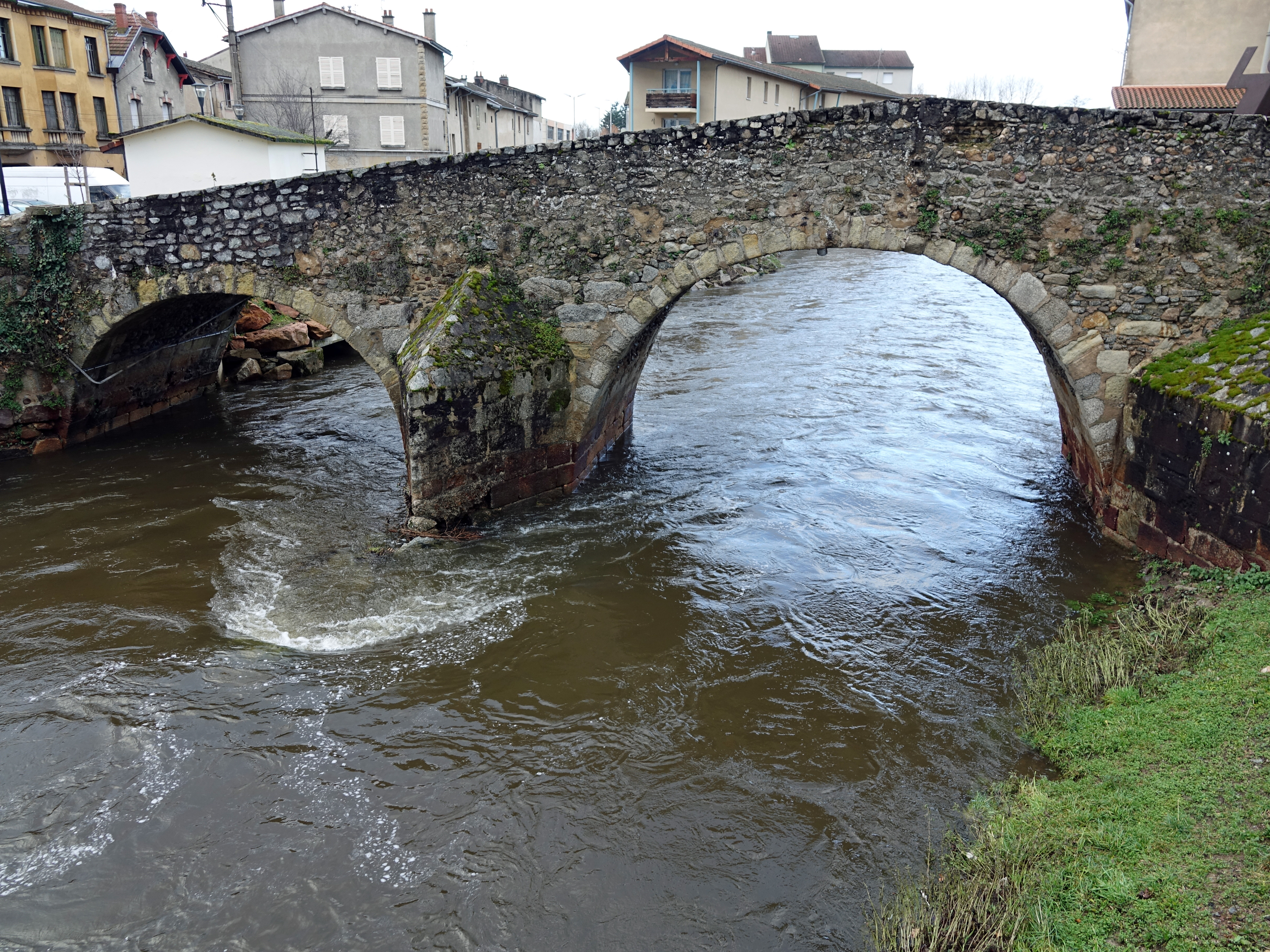
Le pont du Moutier ou du Navire, vue amont
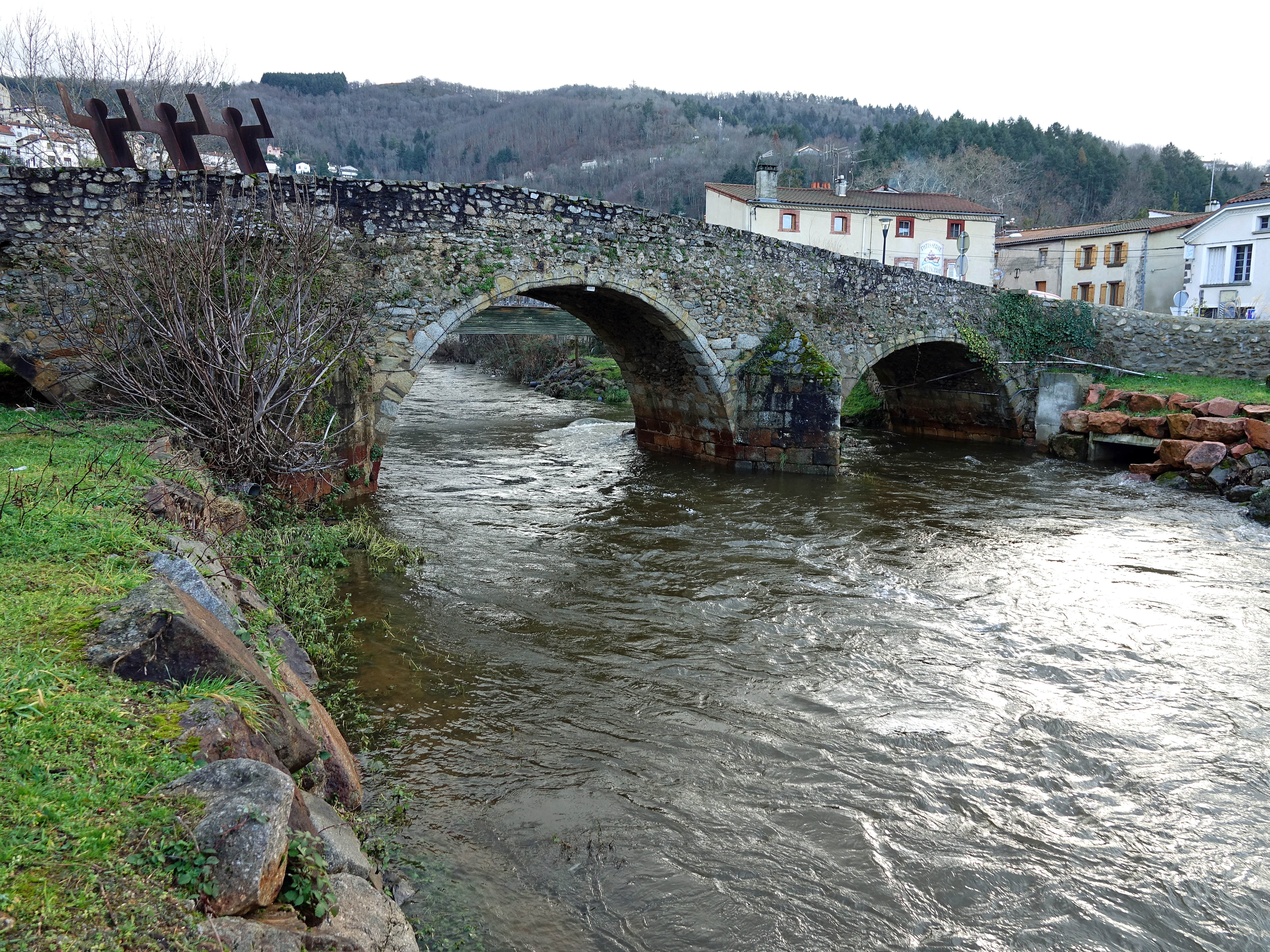
Le pont du Moutier ou du Navire, vue aval
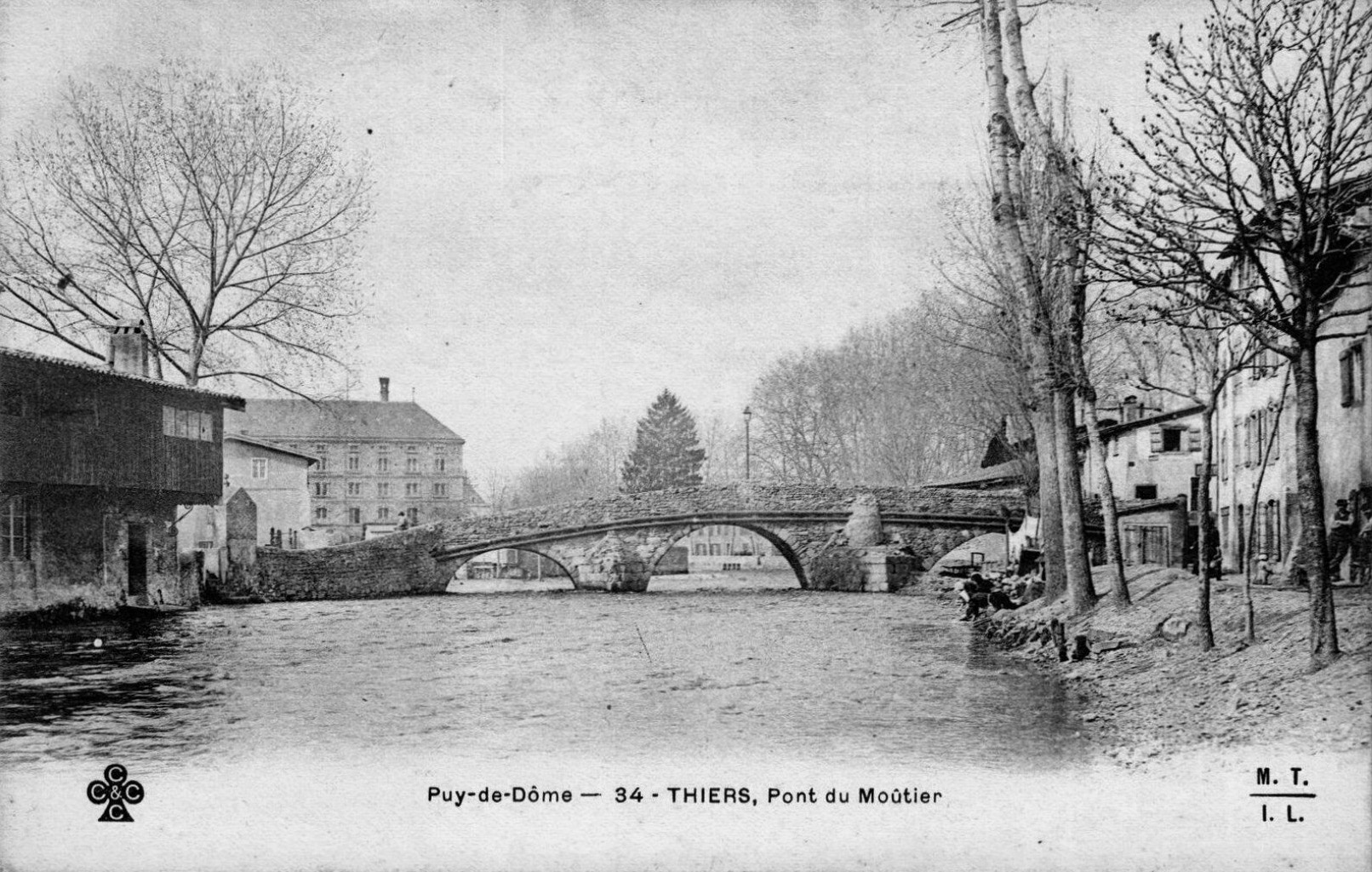
Vue amont du pont du Moutier vers le début du XXe siècle
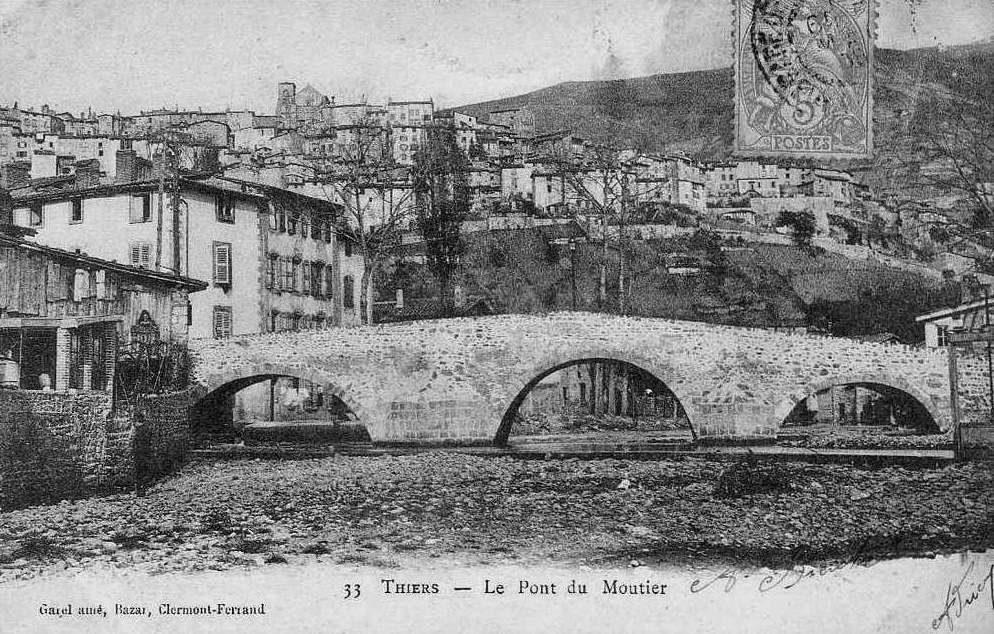
Vue aval du pont du Moutier vers le début du XXe siècle